# Pentila immaculata
Pentila immaculata är en fjärilsart som beskrevs av Suffert 1904. Pentila immaculata ingår i släktet Pentila och familjen juvelvingar. Inga underarter finns listade i Catalogue of Life.